# 遠藤胤統
遠藤 胤統（えんどう たねのり）は、近江三上藩の第5代藩主。三上藩遠藤家10代。江戸幕府の若年寄を務めた。

## 経歴
寛政5年（1793年）11月22日、美濃大垣藩の第7代藩主・戸田氏教の三男として江戸呉服橋の戸田屋敷で生まれる。享和元年（1801年）12月8日、三上藩の第4代藩主・遠藤胤富の養子となる。文化6年5月15日、将軍徳川家斉に拝謁する。文化8年（1811年）6月23日に胤富が病で隠居したため家督を継ぎ、12月11日に従五位下・但馬守に叙位・任官する。
文化9年（1812年）2月3日に江戸城田安門番に任じられ、4月17日に日光祭祀奉行に任じられる。その後も大坂城青屋口加番、江戸城馬場先御門守衛、大坂城雁木坂加番、大坂城玉造口定番など諸役を歴任した。
天保8年（1837年）の大塩平八郎の乱の際には玉造口定番を務めていた。京橋口定番は米倉昌寿であったがまだ着任していなかったため、胤統が両口の守備を兼務し、大坂城代土井利位の下で鎮圧に功績を挙げた。大久保忠真、松平乗寛、水野忠邦の三老中連署の感状が贈られ、将軍家斉からは鞍鐙が下賜された。
第11代将軍・徳川家斉と第12代将軍・家慶の双方から信を受けて天保12年（1841年）8月10日、若年寄に任じられ、嘉永4年（1851年）まで10年間務めた。嘉永5年（1852年）12月25日、江戸城御勝手掛および西ノ丸造営奉行、海岸防御筋御用掛を命じられ、2000石の加増を受けて領地は計1万2000石となる。

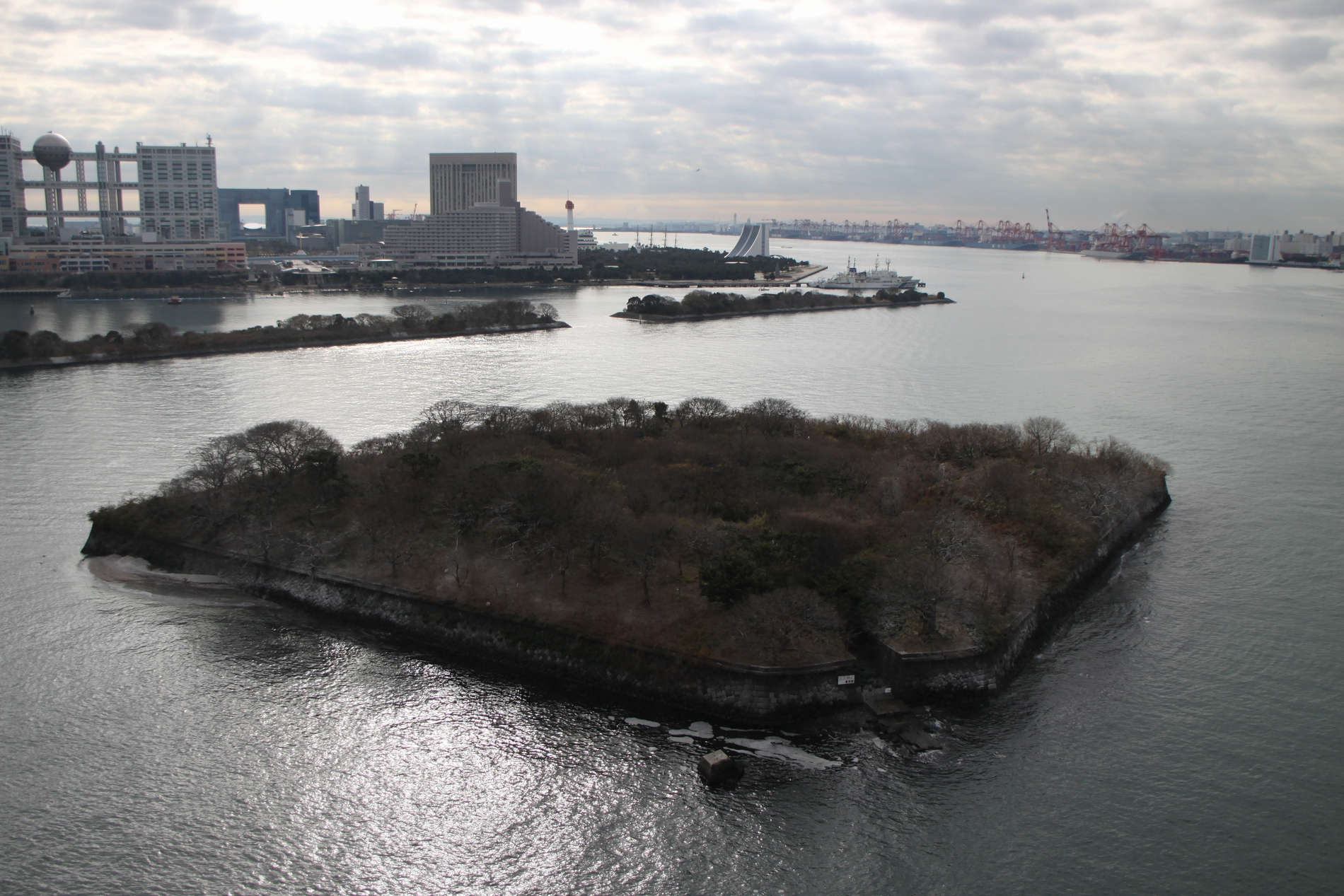
胤統が構築に関わった第六台場

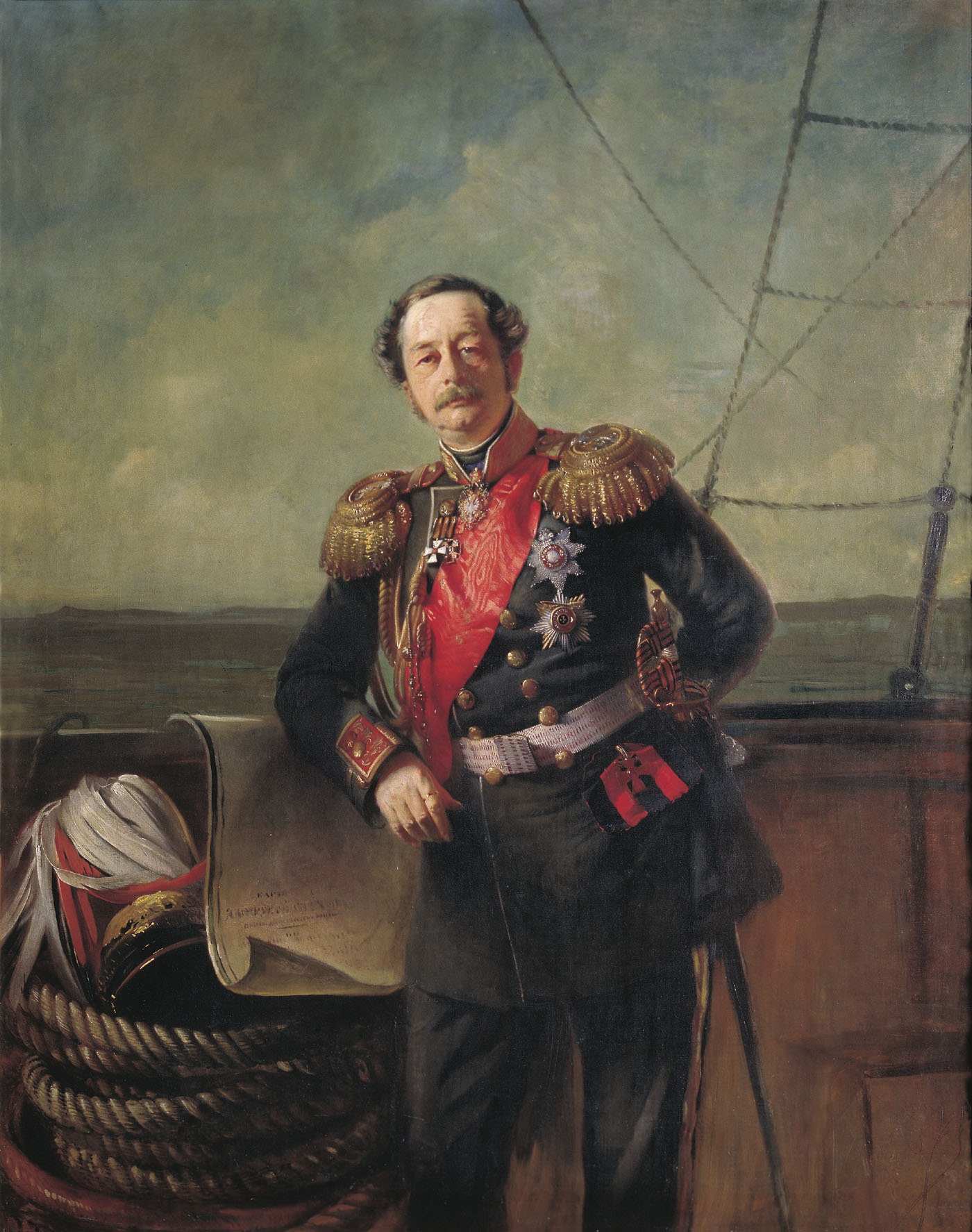
胤統と樺太問題で交渉したニコライ・ムラヴィヨフ＝アムールスキーの肖像画（1863年）

幕末期の幕政にも参与し、徳川将軍家の諸大名との婚姻の事務関係の処理を務め、ロシアとの領土交渉や、第14代将軍・徳川家茂と和宮の婚姻をまとめる功も挙げている。和宮の関東御下向の際には、婚姻大礼御用掛を勤めた。
安政元年（1854年）内海台場築造用掛（お台場）を命じられ、万延元年（1860年）4月15日には城主格に任じられ、本丸造営御用掛に就任、5月には国益主法御用掛、外国貿易筋御用掛に就任した。
安政6年（1859年）、ロシアの東シベリア総督ニコライ・ムラヴィヨフ＝アムールスキーが、自ら軍艦7隻を率いて江戸湾の品川に来航。樺太全土は露領と威嚇、主張したが、同年7月26日、虎ノ門天徳寺における江戸幕府とムラヴィヨフの会談の席上、幕府は外国事務掛の胤統と酒井忠毗を通してこれを完全に退けた。
安政7年3月3日（1860年3月24日）早朝、桜田門外の変により、大老井伊直弼は討たれた。井伊家の行列に襲撃をかけた実行犯の一人、有村次左衛門が直弼の首級を掲げて現場を離れたが、有村は深手を負っており逃走不能と判断し、遠藤家屋敷の門前で自決を図った。有村は遠藤家藩邸内に収容されたが、同日中に死亡した。たまたま遠藤家の門前であっただけなのだが、これにより”井伊直弼の首級”を遠藤家が入手してしまい、直弼に対しあまり良い感情を持っていなかった胤統ら遠藤家側と、首級の返還を求める井伊家との間で、返還交渉は同日夕方まで押し問答となった。
万延元年（1860年）7月、老齢を理由に諸役を免ぜられたが、文久元年（1861年）4月16日、軍制用掛・陸海軍備向に任じられた。7月15日に従四位下に昇叙され、7月19日には民部大輔に遷任された。この官位は1万石クラスの大名としては異例の高位である。
文久3年（1863年）10月7日、老齢を理由に隠居を許され、家督を三男の胤城に譲って引退した。それでもなお、元治元年（1864年）12月19日には中務大輔に遷任するなど、幕府の信は厚かった。
明治3年（1870年）9月25日に死去。享年78。

## 家系・血筋
遠藤家は東氏の末裔であるとされる譜代格大名であるが、胤統自身は
徳川家康―徳川頼房―松平頼泰―松平頼福―松平頼明―松平武元―戸田氏教―遠藤胤統
という流れで、家康の男系7世孫に当たる。
戸田家は、郡上藩時代の遠藤家に戸田氏信の娘が嫁ぎ、氏信の息子の戸田氏西が甥の遠藤常春とその子常久を後見し、常久の夭逝で血筋が絶えた後に遠藤胤親を当主に三上藩主家として再興された際、旗本の子であった胤親を一旦氏西の次男戸田氏成（大垣新田藩主）の養子とした上で遠藤家の養子とした、など多重の縁がある。

## 系譜
父母
- 戸田氏教（実父）
- 乾氏（実母） - 側室
- 遠藤胤富（養父）

正室、継室
- 恭寿院（正室） - 遠藤胤富の娘
- 連（継室） - 藤堂高嶷の娘

側室
- 小谷氏
- 平松氏

子女
- 遠藤胤城（三男） 生母は小谷氏
- 遠藤亀若、生母は小谷氏
- 遠藤欽哉、生母は小谷氏
- 花風院
- 遠藤胤昌正室、生母は恭寿院
- 最上義昶正室、生母は恭寿院
- 唯楽院

 養子 
- 遠藤胤昌 - 松平義和の四男